# Sundbyhallen brændt
|  | Denne artikel er oprettet af botten Steenthbot ud fra en ekstern database. Den kan derfor have sproglige fejl eller mangler. Denne skabelon kan fjernes efter kontrol af indholdet. |

Sundbyhallen brændt er en dansk dokumentarisk optagelse fra 1956.

## Handling
Sundbyhallen brændt. Amager. 23. april 1956.